# Caffarelli
Gaetano Majorano (ur. 12 kwietnia 1710 w Bitonto, zm. 31 stycznia 1783) – włoski kastrat (sopran) i śpiewak operowy występujący pod pseudonimem scenicznym Caffarelli.